# 気候学
気候学（きこうがく、英語：climatology）は、気候を取り扱う自然科学の一分野である。気象学（地球物理学の一分野）と近い内容を持つが、気象学と異なり、気候学では人間活動の影響を考えることで自然地理学の一分野を成している。

## 学史
気候に関する概念自体は古来からあったとされるが、古代のヨーロッパでは、ヘロドトスがギリシャの気候についての記述などを行っていて、吉野正敏はヘロドトスを古代の気候学の第一人者と評している。中世では気候学の発展はあまり見られなかったが、17世紀になってから同種の温度計や気圧計を用いた多数の地点での観測が始まった。18世紀では蓄積された観測データの刊行が始まり、後に観測地の平均値などの分析を通して、気候についての記述がなされるようになった。なお、18 - 19世紀では、「気候」とは特定地点（地域）の大気の平均状態のことを指していた。19世紀から20世紀にかけて、気候学は科学としての発展を遂げた。福井英一郎はユリウス・フォン・ハンを「気候学の創始者」とみなしている。
ハンは著書「Handbook of Climatology」で、気温などの要素の地球規模での理論的な特徴に重点を置いた。これは気候学を地理学の補助的に位置づけるとともに、気候を統計的な分析対象ともみなした。気候学はそれから少なくとも50年間はほとんどこの伝統のままで、物理理論をほとんど利用せず、統計数学の広範囲な利用を増加させることになった。その結果、ほとんどの気候学者の専門は、物理学よりもむしろ地理学だった。イギリスの気象学者C. S.ダーストは1951年に次のように述べている。「現在行われているように、気候学は主に進展に重要である物理学的な理解の基礎を持たない統計研究である。」
しかし、近代以降、気候システムや気候変動についての考察が行われ、航空技術の発達などにより気象現象を捉える技術が向上した事により、気象現象の過程やメカニズムを捉えることに重点を置く学問へと移行していった。現在では気候学は地球物理学と自然地理学の双方の影響下にある。
現在は、気候モデルや地球システムモデルの出現によって気候学は大きく変わりつつある。これらのモデルを用いて、将来の地球温暖化の研究や気象再解析を用いた近い過去の気候を含めたイベントアトリビューション（生起した異常気象が過去の気象と比べてどの程度の再現度を持つかの研究）などの研究が行われている。これらの研究はそれまでの伝統的な気候学とは違い、全球規模を対象にした熱力学を含む物理学や場合によっては生物・化学過程を含むものである。これらの研究は数値予報技術、理論気象力学、経験的な統計気候学を統合し、部分的には実証学的なアプローチを試みるものである。そのため、このような研究は気候科学と呼ばれる場合もある。

## 分類
気候学は一般気候学と気候誌に分けられるが、「地理学的気候学」と「気象学的気候学」に分類されることもある。地理学的気候学では大気と地理的事象との関係性の分析、気象学的気候学では大気現象の物理学的な解析が目的となる。また研究方法から、統計解析による研究を行う統計気候学、天気図などの分布図を用いた考察を行う総観気候学、気団を用いて気候を表現しようとする気団気候学、産業や生態、災害に影響する気候条件の研究を行う応用気候学（農業気候学など）に分類することもできる。取り扱うスケールから、大・中・小・微の各気候学、さらに地質時代の気候復元などを行う古気候学などに細分化される。

## 役割
近年クローズアップされている、地球温暖化、ヒートアイランド、エルニーニョ、酸性雨などの環境問題へのアプローチにも、気候学が果たす役割は欠かせないものであるだろう

## 研究例
地理学としての気候学（地理学的気候学）の研究例として、福岡義隆は都市気候学と災害気候学を挙げるとともに、このほか資源気候学を提唱している。例えば、都市気候学の研究では、都市の形成に伴う気候変化や人間活動に伴う温暖化を研究する場合、都市の形成のために適した気候を研究する場合の2つが想定される。